# Alpine Village, Kalifornija
Alpine Village je naseljeno područje za statističke svrhe u američkoj saveznoj državi Kalifornija. Prema popisu stanovništva iz 2010. u njemu je živjelo 114 stanovnika.